# Скотленд (округ, Северная Каролина)
Округ Скотленд (англ. Scotland County) располагается в штате Северная Каролина, США. Официально образован в 1899 году. По состоянию на 2010 год, численность населения составляла 36 157 человек.

## География
По данным Бюро переписи США, общая площадь округа равняется 831,391 км², из которых 826,211 км² суша и 5,180 км², или 0,47 %, это водоёмы.

## Население
По данным переписи населения 2000 года в округе проживает 35 998 жителей в составе 13 399 домашних хозяйств и 9674 семей. Плотность населения составляет 44 человека на км². На территории округа насчитывается 14 693 жилых строений, при плотности застройки около 18 строений на км². Расовый состав населения: белые — 51,49 %, афроамериканцы — 37,32 %, коренные американцы (индейцы) — 8,88 %, азиаты — 0,51 %, гавайцы — 0,02 %, представители других рас — 0,46 %, представители двух или более рас — 1,33 %. Испаноязычные составляли 1,18 % населения независимо от расы.
В составе 13 399 % из общего числа домашних хозяйств проживают дети в возрасте до 18 лет, 18 % домашних хозяйств представляют собой супружеские пары проживающие вместе, 47,1 % домашних хозяйств представляют собой одиноких женщин без супруга, 20,40 % домашних хозяйств не имеют отношения к семьям, 24,40 % домашних хозяйств состоят из одного человека, 8,90 % домашних хозяйств состоят из престарелых (65 лет и старше), проживающих в одиночестве. Средний размер домашнего хозяйства составляет 2,61 человека, средний размер семьи — 3,1 человека.
Возрастной состав округа: 28,10 % моложе 18 лет, 9,50 % от 18 до 24, 27,60 % от 25 до 44, 23,40 % от 45 до 64 и 23,40 % от 65 и старше. Средний возраст жителя округа 35 лет. На каждые 100 женщин приходится 88,40 мужчин. На каждые 100 женщин старше 18 лет приходится 83 мужчины.
Средний доход на домохозяйство в округе составлял 31 010 долларов, на семью — 39 178 долларов. Среднестатистический заработок мужчины был 31 212 долларов против 23 172 долларов для женщины. Доход на душу населения составлял 15 693 доллара семей и 20,60 % общего населения находились ниже черты бедности, в том числе — 29,80 % молодёжи (тех, кому ещё не исполнилось 18 лет) и 17,20 % тех, кому было уже больше 65 лет.